# Albatros (film, 2021)
Albatros (původně Un petit fils) je francouzský film režiséra Xaviera Beauvoise z roku 2021. Jde o Beauvoisův osmý celovečerní film. Natáčení snímku začalo v říjnu 2019 a probíhalo v obcích Étretat a Fécamp v Normandii. Ve filmu hrají Jérémie Renier, Victor Belmondo, Iris Bry a další. Autory scénáře jsou spolu s Beauvoisem Frédérique Moreau a Marie-Julie Maille, kteří s ním spolupracovali i na jeho předchozím snímku Les gardiennes (2017).